# St. Marien (Wyk auf Föhr)

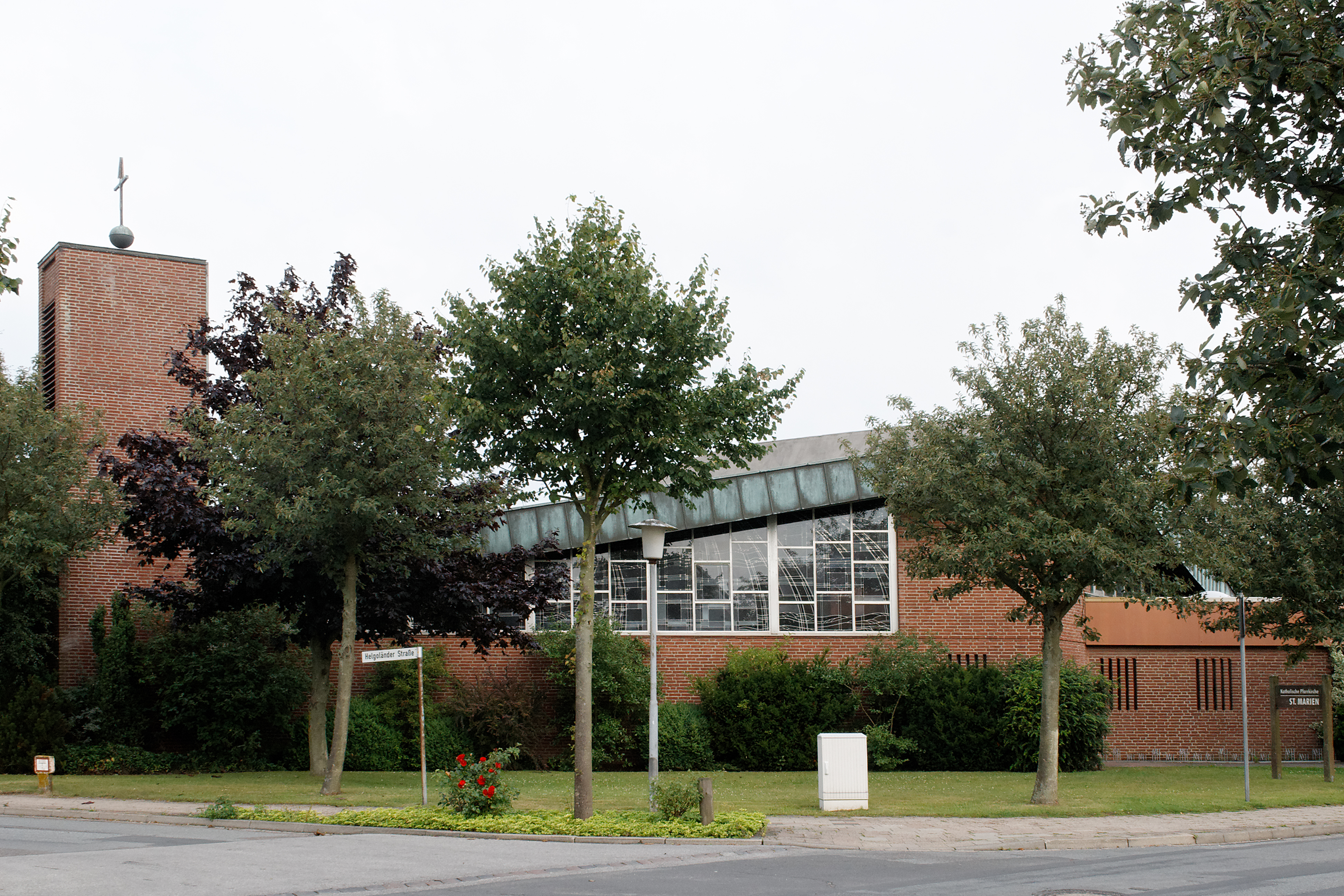
St. Marien

St. Marien ist die römisch-katholische Kirche in Wyk auf Föhr. Sie ist eine Filialkirche von St. Gertrud in Niebüll und übergeordnet Teil der Pfarrei St. Knud in Husum, die im Wesentlichen Nordfriesland und Eiderstedt umfasst.

## Geschichte
Von der Reformation bis zum Zweiten Weltkrieg gab es auf Föhr keine katholische Gemeinde. Da die Provinzialregierung den Bau einer katholischen Kirche abgelehnt hatte, baute 1899 ein evangelischer Maurermeister privat in der Mühlenstraße eine neugotische Kapelle und vermietete diese für die Urlauberseelsorge an den Bischof von Osnabrück. 1904 konnte die Kapelle dann vom dortigen Bischöflichen Stuhl gekauft werden. Sie erhielt das Patrozinium Unbefleckte Empfängnis Mariens. Eine ständige Ortsgemeinde entstand erst durch den Zuzug katholischer Vertriebener nach dem Krieg. Die Marienkapelle wurde 1955 vergrößert und erhielt einen Dachreiter mit Geläut. Als auch die erweiterte Kapelle nicht mehr ausreichte, wurde 1974 die heutige Marienkirche am Rebbelstieg erbaut. Die Kapelle wurde profaniert und verkauft. Heute befindet sich in dem Gebäude ein Restaurant.
Seit Juli 2025 ist die Kirche als Kulturdenkmal ausgewiesen.

## Architektur und Ausstattung
St. Marien ist eine moderne Saalkirche aus Backstein mit angefügtem rechteckigem Glockenturm. Der Grundriss hat die Form einer Raute, über deren Querachse der First des flachen Satteldaches verläuft. Unter der Dachtraufe sind beidseitig breite Buntglasfensterbahnen eingelassen.
Der helle Innenraum ist auf die abgeflachte Rautenspitze mit dem Altarbereich ausgerichtet. Altar, Ambo und Tabernakelstele sind aus weißem Stein gefertigt. Die Altarrückwand bedeckt ein großflächiges Mosaik des auferstandenen Christus.
Die Orgel mit zehn Registern auf zwei Manualen und Pedal wurde von Klaus Becker gebaut und im November 1988 geweiht.